# Inferuncus nigreus
Inferuncus nigreus là một loài bướm đêm thuộc họ Pterophoridae. Nó được tìm thấy ở Madagascar.